# Distretto di Mueang Trat
Il distretto di Mueang Trat (in thailandese: เมืองตราด) è un distretto (amphoe) della Thailandia, situato nella provincia di Trat.